# Gesellenstück
Als Gesellenstück wird das im praktischen Teil einer Gesellenprüfung herzustellende Werkstück bezeichnet. 

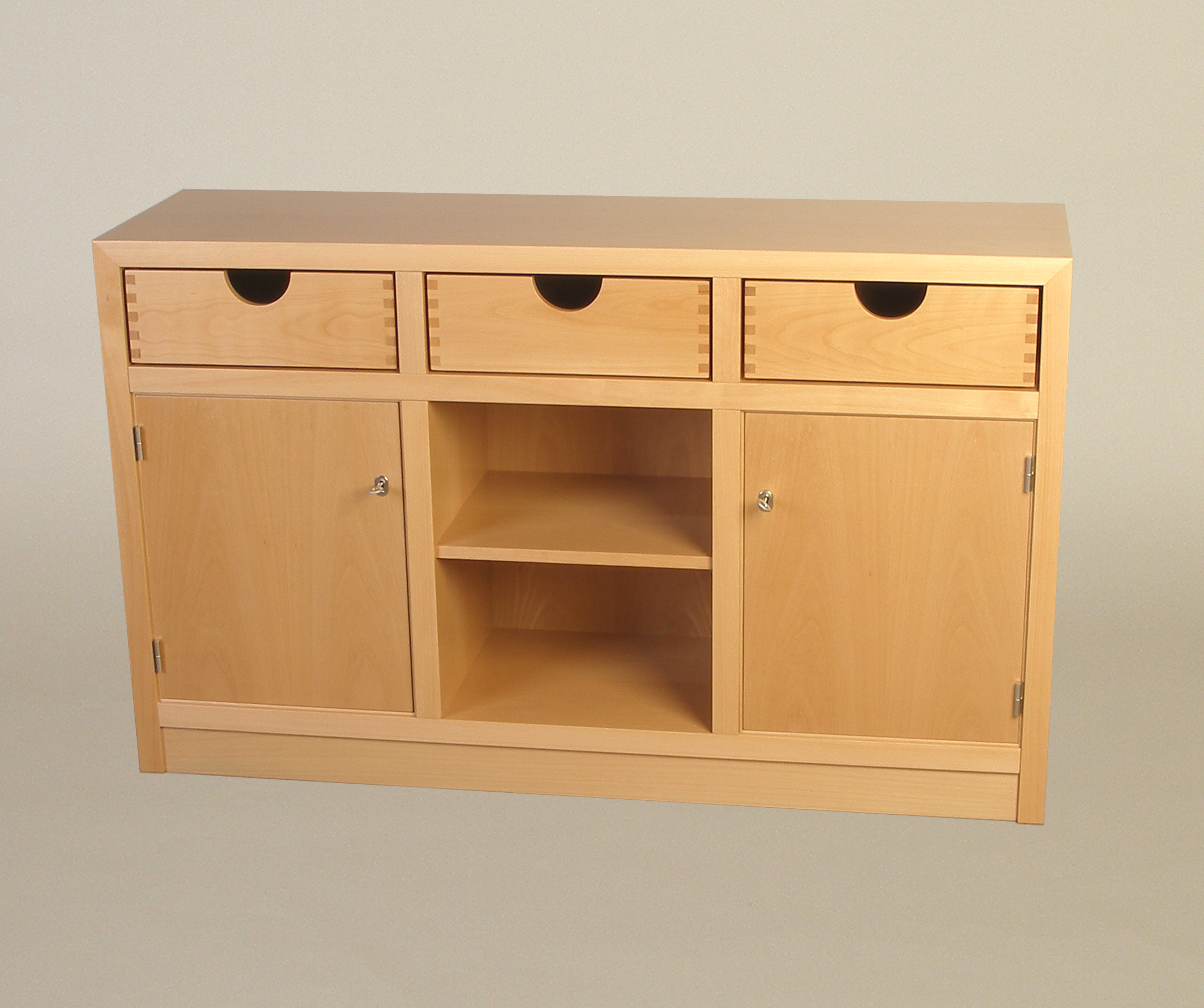
Schrankmöbel, Gesellenstück (2005)

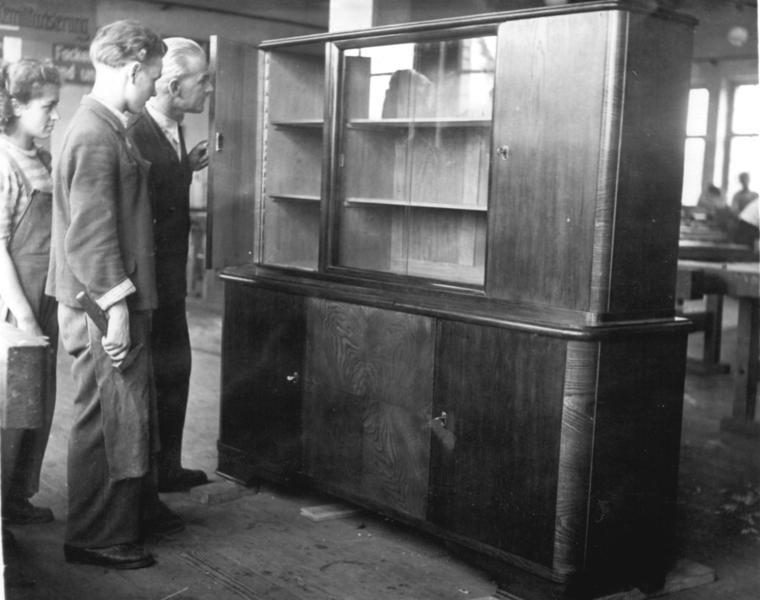
Gesellenstück (1951)

Bei Prüfungen im Geltungsbereich der Handwerksordnung muss der Teilnehmer als angehender Geselle (Handwerksgehilfe) bei der Anfertigung des Werkstücks die besonderen Fähigkeiten unter Beweis stellen, die in der Ausbildung erworben sein sollten. Er soll dadurch zeigen, dass beispielsweise Maschinen sach- und fachgerecht eingesetzt und logisches und praktisches Denken angewendet werden.
Das Gesellenstück (auch mehrere) muss innerhalb einer vorgegebenen Zeitspanne gefertigt werden. Der Prüfungsausschuss der zuständigen Innung bewertet nach der Fertigstellung Herstellungsprozess und -ergebnis, benotet diese und erstellt, gegebenenfalls in Verbindung mit anderen Teilen der praktischen Prüfung, die Praxisnote der Gesellenprüfung.
Gesellenstücke gibt oder gab es unter anderem noch in den folgenden Ausbildungsberufen:
- Tischler [Arbeitsprobe II nach aktueller Ausbildungsordnung (Deutschland)]
- Goldschmied
- Orgelbauer
- Karosserie- und Fahrzeugbaumechaniker
- Metallbauer
- Anlagenmechaniker für Sanitär-, Heizungs- und Klimatechnik
- Steinmetz [Arbeitsprobe I nach aktueller Ausbildungsordnung (Deutschland)]
- Werkzeugmacher
- Zahntechniker
- Orthopädietechniker

Siehe auch: Meisterwerk, Meisterstück